# انرژیا آرژانتینا
انرژیا آرژانتینا (انگلیسی: Energía Argentina) شرکت دولتی نفت و گاز آرژانتینی است، که در سال ۲۰۰۴ تأسیس شد.